# Belányi Ferenc
Belányi Ferenc (Buda, 1844. június 29. – Budapest, 1881. július 27.) magyar királyi pénzügyigazgatósági titkár.

## Élete
Belányi Ferenc, a Magyar Királyi Egyetemi Nyomda igazgatójának fia volt. Középiskoláit a budai királyi egyetemi főgimnáziumban végezte, majd a budapesti egyetemen jogot hallgatott; időközben (1864) a színi pályára lépett és a budai lánchídfői Molnár György-féle Budai Népszínházban lépett föl, de csakhamar visszatért jogi tanulmányaihoz. Már 1866-ban letette a jogi államvizsgát és még ugyanazon évben a pénzügyi igazgatósághoz fogalmazó gyakornoknak neveztetett ki. 1870-ben fogalmazó, 1872-ben pénzügyi igazgatósági titkár lett és mint ilyen 1875-ig Győrött, ezután pedig Budapesten működött.

## Művei
1. Beszélyek. Pest, 1865. (Névtelenűl.)
2. Vadonban. Uo. 1865. (Éjszakamerikai regény.)
3. A Fröbel-féle gyermeknevelési rendszerről. Győr, 1871.
4. Tündérmesék. Buda, 1871. (Adorján álnévvel.)
5. A naprendszer s a föld keletkezésének elmélete. Uo. 1874.
6. A magyarországi Jánosrendi… Galilei-páholy évkönyve, Bécs, 1876.

Kéziratban több szépirodalmi dolgozata maradt, részint önálló, részint fordítás, vers és színmű.
Beutazta 1865–66-ban Magyarországot és Ausztria nagy részét, 1870-ben Németországot, Franciaországot, Olaszországot, Angliát és Svájcot; tapasztalatairól útirajzokat irt napi- és szépirodalmi lapokba. Egyetemi hallgató korában társai között irodalmi szövetkezetet alapított, melynek Korszellem című havi folyóiratát ő szerkesztette; a Vas Gereben Népbarátjának (1865–66.) főmunkatársa lett és a lapnak főbb rovatait ő irta (B. F. jegyek alatt is); ezen kívül dolgozótársa volt 1866-tól 1875-ig több fővárosi és vidéki lapnak. Közleményeket hoztak tőle a Pesti Hölgydivatlap, Nefelejts, Fővárosi Lapok, Budapesti Bazár, Hirmondó, Természet, Győri Közlöny, Győri Figyelő, Székesfehérvári Figyelő, Pápai Lapok.